# Tauschia beruloides
Tauschia beruloides là một loài thực vật có hoa trong họ Hoa tán. Loài này được Constance & Affolter miêu tả khoa học đầu tiên năm 1997.